# Jegenstorf
Jegenstorf é uma comuna suíça do cantão de Berna, situada no distrito administrativo de Berna-Mittelland. Limita ao norte com as comunas de Grafenried e Zauggenried, ao este com Münchringen, ao sudeste com Mattstetten, ao sul com Urtenen-Schönbühl e Wiggiswil, ao sudoeste com Deisswil bei Münchenbuchsee, e ao oeste com Zuzwil e Iffwil.
A comuna actual é o resultado da absorção da antiga comuna de Ballmoos a 1 de janeiro de 2010. Até a 31 de dezembro de 2009 situada no distrito de Fraubrunnen.

## Transporte

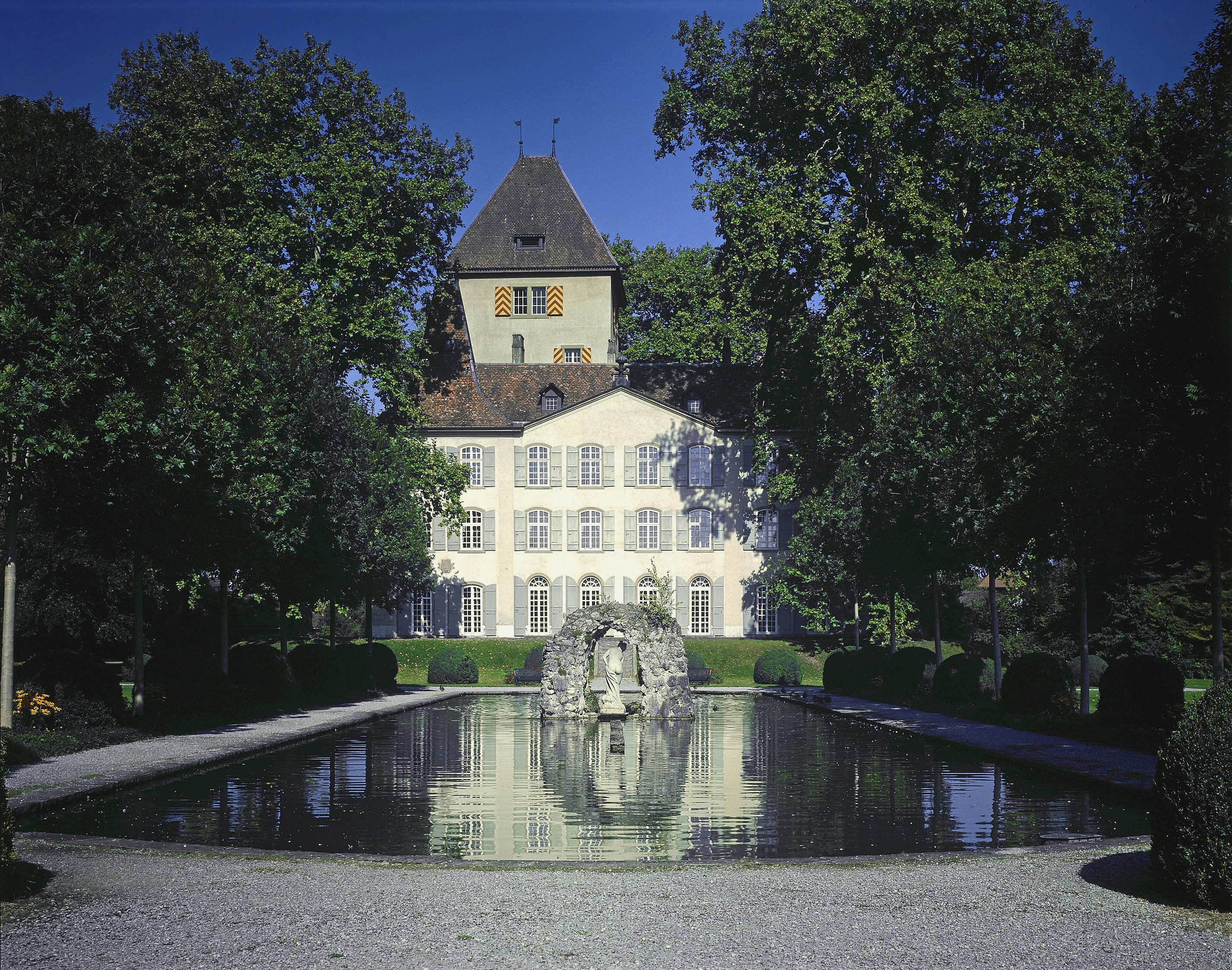
Castelo de Jegenstorf

- Linha ferroviária Berna - Soleura.
- Autopista A1,  14 Kirchberg
- Autopista A6,  9 Schönbühl